# ラジオ2丁目劇場
ラジオ2丁目劇場（ラジオにちょうめげきじょう）は、1987年10月5日から1990年3月30日まで、ラジオ大阪で放送されていたラジオ番組。
放送時間は月曜日から土曜日まで毎日の21:30 - 22:00（帯番組）。

## 概要
当番組が始まる前の1987年9月まで、月曜日 - 金曜日の21:30 - 22:00帯で放送されていた『2丁目ダウンタウン』が、1987年10月から週1回のみ日曜日21:30 - 22:00の放送に移ったのに伴い、新たに同じ吉本興業枠でスタートした番組である。番組タイトルは、当時大阪市内で吉本興業の主力劇場だった心斎橋筋2丁目劇場と、当時のラジオ大阪の本社所在地だった「大阪市北区梅田2丁目」に因む。
出演者は当時の吉本興業所属の若手芸人が中心。番組構成は各曜日ともフリートークと曜日別コーナーの二部構成が主で、初期の頃には『2丁目ラジオドラマ』というラジオドラマコーナーを毎日放送していた。1989年当時には『ネタバコをあけろ ダイヤル“D”をまわせ』（NTT提供、毎日21:50分頃）というコーナーを行っていた。
1990年4月改編を以ってラジオ2丁目劇場としては終了、それまでの若手中心のパーソナリティ陣に前田五郎、坂田利夫、中田カウス・ボタン、池乃めだか、島木譲二、チャーリー浜らベテラン勢が加わって新番組『よしもとDAウー!』にリニューアルしスタートした。

## パーソナリティ

### 1987年10月 - 1988年3月
※太字は前枠番組『2丁目ダウンタウン』から続投。
- 月曜：岡けん太・ゆう太、山下智佳子
- 火曜：ピンクダック、大政美由紀
- 水曜：ハイヒール、ホンコン・マカオ（ほんこん、板尾創路）
- 木曜：まるむし商店、亀山房代
- 金曜：今田耕司、東野幸治、メンバメイコボルスミ11
- 土曜：非常階段、リットン調査団

### 1988年4月 - 1988年9月
- 月曜：まるむし商店、リットン調査団、安井一美
- 火曜：ピンクダック、130Rホンコン
- 水曜：ハイヒール、東野幸治
- 木曜：メンバメイコボルスミ11 → メンバメイコボルスミ11ココ[注釈 1]、亀山房代
- 金曜：今田耕司、オールディーズ
- 土曜：非常階段、大政美由紀

### 1988年10月 - 1989年3月
- 月曜：東野幸治、メンバメイコボルスミ11ココ、山下智佳子、笹尾三和
- 火曜：ピンクダック、130R蔵野・板尾
- 水曜：ハイヒール、ボブキャッツ
- 木曜：まるむし商店、リットン調査団、佐々木優衣子
- 金曜：オールディーズ、西万里
- 土曜：今田耕司、大政美由紀、亀山房代

### 1989年4月 - 1989年9月
- 月曜：オールディーズ、島田珠代
- 火曜：130R蔵野・板尾、東野幸治、中北敦子
- 水曜：ハイヒール、メンバメイコボルスミ11ココ
- 木曜：まるむし商店、ボブキャッツ、西万里
- 金曜：今田耕司、リットン調査団、嵓多加根
- 土曜：ピンクダック、石田靖、亀山房代

### 1989年10月 - 1990年3月
※太字は後継番組『よしもとDAウー!』へ続投。
- 月曜：まるむし商店磯部、ピンクダック
- 火曜：130R蔵野・板尾、笹谷晃平、山田花子
- 水曜：オールディーズ、島田珠代、ピーチパイ
- 木曜：東野幸治、非常階段
- 金曜：今田耕司、メンバメイコボルスミ11ココ、西川弘志
- 土曜：石田靖、亀山房代、三角公園（辻本茂雄、阪上司）